# 左利手

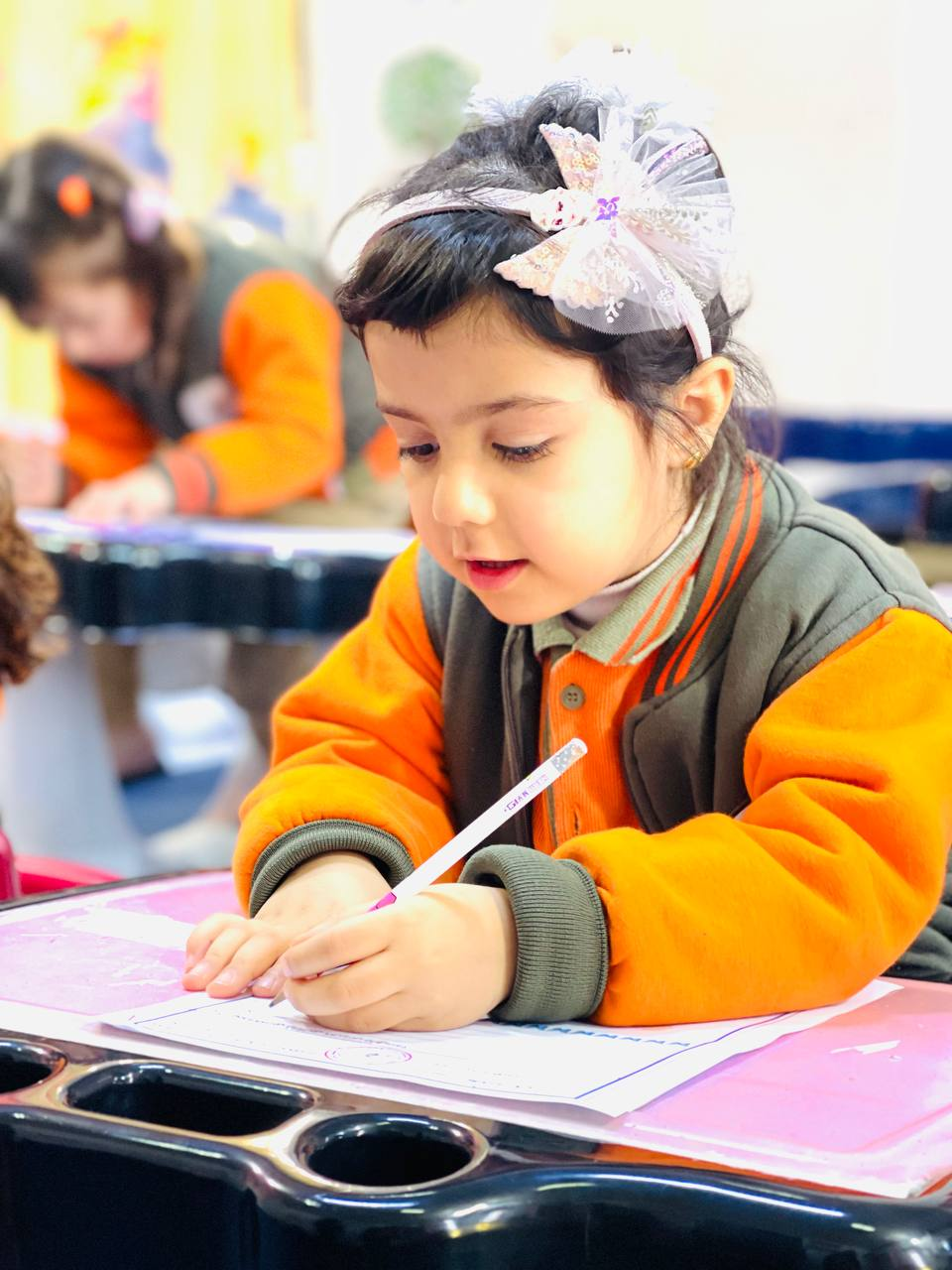
一名使用左手書寫的兒童

左撇子，又稱左利手、倒手仔，是指擅長使用左手進行例如書寫等日常活動的人。一般來說，左撇子使用左手的次數比右手高出許多，例如書寫文字、下廚料理、使用筷子等。左利手之人並非所有動作都習慣或偏好使用左手，實際上完全左手的人並不多。例如有些人習慣用右手書寫、使用筷子，但投球時則偏好使用左手，這種依照不同行為選擇左或右手的情況也有許多。此外，也有雙手都能夠順利運用的動作。雖然許多人的利手和書寫的手相同，但書寫並不是判斷利手的標準。也有僅在書寫、拿筷子時使用左手，其他動作都習慣使用右手的人。此外一個有趣的現象則是惯用右手的人通常会左脚占优，反之亦然。

## 成因
根據1977年的統計，在成年人中約有8%－15%的左利手人口，在日本有約20%，现全世界约有6亿人口为左撇子。此外，也有統計顯示左利手的男性較女性人数多约2倍。而古代的壁畫、石像也極少出現對左手之人的描繪。對於左利手的成因，目前還沒有確定的結論，認為是天生、胎兒期的姿勢、受產時狀況、受產後的日常生活影響、社會環境和教育的影響等等的說法都有。
- 利手是在胎兒時就決定的，通常是靠近嘴巴舉起的那隻手會成為胎兒出生後的利手[5]。
- 2007年，研究者發現一種LRRTM1（Leucine-rich repeat transmembrane neuronal protein 1）基因與形成左利手有關[6][7]
- 消失的雙生子之一理論：這個理論認為，左利手之人原本是同卵雙胞胎的其中之一，但右利手的另一方在懷孕前期未能形成胎兒。這個理論已經被澳洲的研究者推翻。[8]
- 右手受到長期性的傷害：右手長期（一般認為是八個月以上）處於行動不便的人很可能成為左利手，即使是在右手恢復功能之後[9]。
- 睾酮：出生前曾接觸較高劑量的睾酮可能成為左利手[10]。這被稱為「賈許溫德理論」（Geschwind theory），是以提出理論的神經疾病學家諾曼·賈許溫德（Norman Geschwind）命名。這個理論認為在懷孕期間接觸到的睾酮依劑量不同會造成腦部不同的發展。睾酮會抑制腦部左半葉的成長，因此更多的神經移轉至腦部右半葉。高度開發成長的右腦對於語言和利手有較大的影響。於是胎兒出生後成為天生的左利手。這個理論認為接觸較高劑量的睪酮也和學習障礙、閱讀障礙、口吃有關，此外也可能增加空間視覺化能力（spatial visualization ability，或稱“空間感”）。

## 左撇子的生存与健康状况
由於社會上大多數人都是右利手，大多數的工具、設施，甚至文字的結構都是為右利手的人而設，左利手在生活中難免會有诸多不便。以剪刀為例，通常拇指外推、其他手指往內的動作，經過剪刀中間的支點，恰讓刀片夾緊以剪斷東西。但左手拿剪刀作相同動作時，會有刀片夾不緊、剪不直的感覺。許多左利手改用右手剪東西，或剪東西時自我摸索出施力的訣竅。而在餐桌中，左利手使用筷子時，就特別容易與旁的筷子「打架」，而引起誤會或尷尬。由於世界上多數文字都是左至右寫，故此左撇子寫字時較易弄髒手，如沾上墨水、塗改液或石墨等。近年互聯網興起，不少左利手於網上召集更多人，以為左利手發言及捍衛他們的權利。 
高尔夫球杆杆头的方向一般為右手球杆，造成左利手購買球具之不便。或樂器，如吉他、攝影機、槍枝。社會現狀是多数产品都是根据右手习惯而生产的，舉凡從剪刀、美工刀到鍋鏟等日常用品，到滑鼠、售票機等電子產物，甚至到一般的橫書書寫工具。英國有一家衣服製造商生產適合慣用左手的消費者男性內褲、褲子，以方便節省左撇子男性的時間及在上廁所的尷尬 。在印度和許多伊斯蘭國家，有如廁後用左手盛水將肛門周圍洗淨，不使用衛生紙的習慣，因此認為左手在衛生方面較為不清潔，產生用餐時不露出左手，而使用右手進食的文化，在共食時使用左手被認為是無禮的行為。但印度和伊斯蘭國家的左利手，在吃飯時使用右手，其他動作都用左手進行。
在自然界的动物群体中：大多数的野生黑猩猩更喜欢用左手；北极的白熊总是用左爪捕猎；公猫习惯用左爪，而大多数母猫则喜欢用右爪；15%的狗是右撇子，15%的狗则是“左撇子”，剩下70%的狗没有明显的使用偏好，而有左或右爪偏侧性的狗比较容易被人类训练成导盲犬和警犬且更易对声音产生恐惧，切掉卵巢或绝育后差异才会消失；在已知的70000种蜗牛中5-10%壳为左旋。而在植物群体中：锦葵和菜豆的叶、花、果、根、茎能向左旋转，而它们的叶子生长右边则相对差些。
在人类当中左撇子 更容易出现性别焦虑，2001年的一项研究发现，生理性别为男性而具有不同性别认同的儿童，其为左撇子的可能性为临床对照组的两倍多（分别为19.5%和8.3%）。左撇子注意力不集中症（過動症ADHD）的风险偏高。所幸的是，因为“精神分裂症本身发病率不高，所以大部分左撇子从未得过此病。
因生活在人類比例為90%人口均為右利手的世界當中，左撇子人群體們更容易发生各种意外。在2001年美國科研人員的一項死亡率調查研究，發現使用右手人的平均寿命为68.7岁，而左撇子人的平均寿命却只有65岁。极端的左撇子平均寿命能够达到67.4岁与右利手的寿命基本相同。平均寿命最长的人屬於“均利手”（左手右手都善于使用的人），他们的平均寿命可以达到69.7岁。而左撇子女性患乳腺癌的风险是其他女人的2倍，患直肠结肠癌的风险是其他女人的2倍。左撇子遭遇交通事故的几率是普通人的1.3倍。故而左撇子常靠“左右开弓”用手，也靈活使用右手活動來規避各種風險。右左半球大腦全面鍛煉亦發展左腦邏輯與語言能力。
被美国彭博社评为现今中国首富的左利手马云高考第一次报考志愿为北京大学结果高考数学只考了1分，而第三次高考考上杭州师范学院英语系专科数学科目考出了89分是靠“把数学题当文科题来做”的窍门方法，善於“左手溫暖右手”“左脑跟右脑思想斗争”的馬雲因其獨特長相與所學專業非計算機業而被媒體稱為“外星人”或網絡和足球外行。而在《来自星星的你》中饰演男主角的韩国左撇子演员金秀贤更是历经参加第四次高考才考上中央大学戏剧电影系，而在电视剧中自己主动要求特意练演戏飾成均是“用右手”吃饭、写字、发短信。

## 鏡像書寫

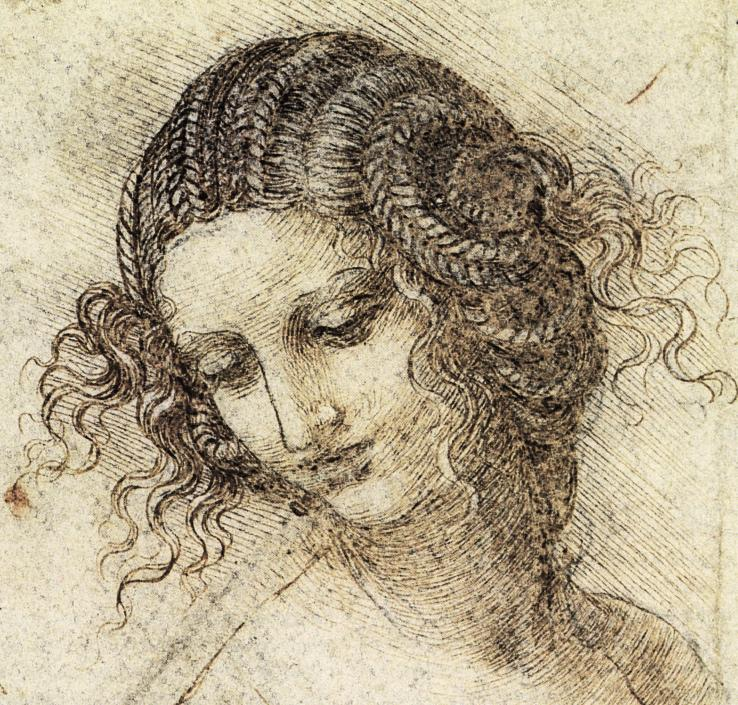
列奥纳多·达·芬奇的繪畫作品《丽达的头部习作》，为运用左手勾勒方向与线条

慣用左手與鏡像書寫有密切關係。鏡像書寫時，文字的筆劃以反方向樣式由右至左書寫，如同被鏡子照過一般。麥克唐納·克里奇利博士在他所著的《鏡像書寫》手册中解釋：“所謂鏡像書寫……是指各種書寫字體以反方向書寫出來。個别的文字都會反轉過來。書寫出來的文字要擺在鏡子面前才能閲讀。類似的例子是雕刻在吸墨紙滾台上的刻印。”而偶爾也會出現「雙重鏡像書寫」的情況，也就是不僅左右顛倒，連上下都是相反的。
顯然，假如用左手提筆書寫便更易於進行鏡像書寫。因此，差不多所有左利手都能够以這種奇特有趣的方式書寫。早期發表的一項報告指出，有一名兵士因出征時受傷而失去右手。在開始以左手寫字時他很自然地寫出倒轉的字體來。有些兒童習字時也會書寫出倒轉的字體來，例如在學寫英文字母時他們會把b、d、p、q等字母倒轉來寫。
在文學界裏以倒寫最為人熟知的人物便是左利手劉易斯·卡羅，他是《愛麗絲夢遊仙境》的作者。他也可能在撰寫《愛麗絲鏡中奇遇》時，從倒寫中取得靈感。在這部作品裏，一切事物都是倒轉過來的，不過他只有在回信給他的兒童讀者時，才會在信中的某幾個段落偶爾採用鏡像字體，純粹是为了讓孩子們感到驚奇而已。
達文西也是鏡像書寫的能手，他寫給自己查閱的筆記本上幾乎全都是鏡像字體。

## 文化中的左撇子

### 對左撇子的偏見
左利手偶爾會因為自己與眾不同而受人嘲笑，但大體來說人們對左利手並不懷有偏見。但是，歷史上的情況並非總是這樣的。有些國家曾拒絕容納左利手：在一些學校裡，校方會禁止學生用左手書寫；有一些父母和教師把孩童的“左”手捆扎在背上，強迫他使用“右”手。故而在英国有前国防大臣呼吁大家在学校中关爱左撇子学生，要求将“对左撇子儿童的辅导纳入强制性的教师培训。”
從前，人們很容易有排斥異己的傾向，這種傾向往往受到宗教神話進一步的煽動。有些人曾一度認為魔鬼慣用左手，而上帝則使用右手。這一理解從眾多的繪畫作品中得到印證。使用左手也曾被視為是施行巫術的特徵。
“不相信上帝是左撇子”的量子力学先驱沃尔夫冈·泡利曾说道“我不相信上帝是一个惯用左手的左撇子，我准备下极大的赌注，来赌实验将显示出对称的结果。”但被华裔科学家李政道和左利手杨振宁证明了弱相互作用下宇称不守恒前人泡利的错误，后者得到当年的诺贝尔物理学奖。

### 聖經裡的左利手
但是上述的神話傳說其實並沒有聖經的根據。在聖經時代，使用左手的人跟使用右手的人有同樣地位。最顯著的例子是有關士師以笏的記載。由於以色列人受摩押王伊磯倫壓迫，他們遂轉向上帝求助。耶和華使用左撇子以笏把肥胖的伊磯倫王殺死。以笏慣用左手，故此有利於他依計行事。
此外，以色列的便雅憫支派亦擁有700精兵，他們全都是左利手，能够用機弦甩石擊打敵人、百發百中。（士師記20：16）其後，聖經亦提及一些擅長使用左右手的勇士，他們都是大衛王旗下的戰士。

### 節日
國際左撇子日是一個由1975年成立的左撇子組織號召和組織專為左撇子而設的節日，時間為每年的8月13日，望能促進在教育、日常生活、工具的設計上重視慣用左手者的權益，並發起對左撇子的相關研究。

## 著名的左利手

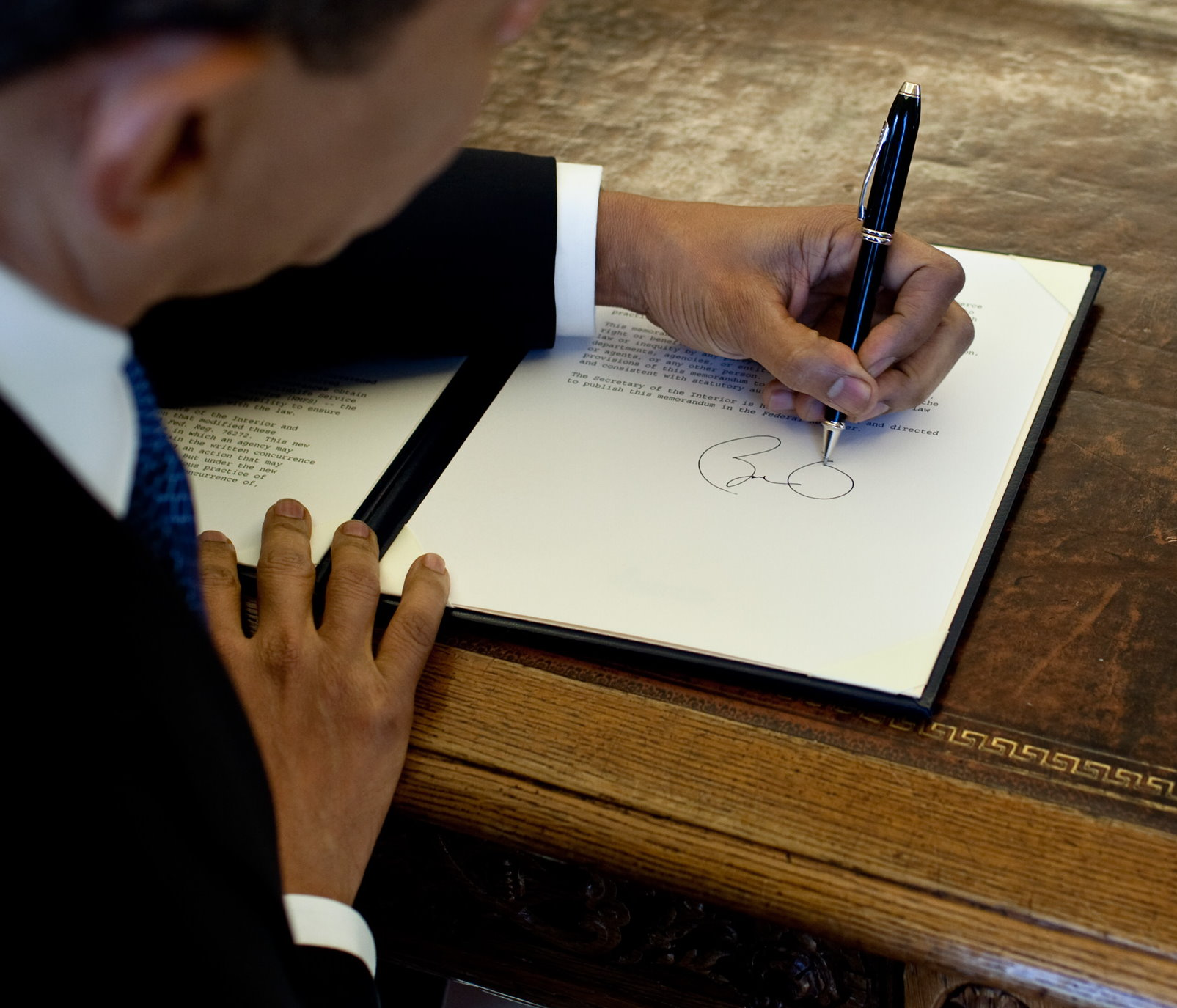
第44任美国总统贝拉克·奥巴马和美国首富比尔·盖茨一样，擅长左手书写英文

許多左利手人士在體壇上極負盛名。貝比·魯斯（Babe Ruth）被譽為棒球史上的一顆巨星，他即是以左手擊球的。而其他尚有許多頗負盛名的強打球員如史丹·穆西爾、貝瑞·邦茲、王貞治、福本豊等其實也都是左撇子。而由於左手投球對於佔多數的右打球員來說較難以應付，因此如湯姆·葛拉文、約翰·山塔納、工藤公康、杉内俊哉等頂尖的左投手，也多半擁有較同樣成績的右投手更高的身價。
板球界中亦有許多成功的左手運動員。他們不論在投球或擊球方面均表現出色。在英國舉行的板球選拔比賽中，有一場賽事西印度群島隊的出賽球員大部分都是左撇子。曾效力於西印度群島隊的加菲爾德·索伯斯爵士被譽為板球史上最超卓的全能運動員之一，而他無論擊球、投球都一律使用左手。
在職業網球中，使用左手持拍的球員由於人數較少，在比賽時往往能在發球和回擊上造成對手一定程度的不適應。約翰·麥肯羅、玛蒂娜·纳芙拉蒂洛娃、托馬斯·穆斯特、拉斐爾·納達爾等均為曾拿下四大公開賽冠軍，或是曾排名世界第一的知名左手持拍球員。
奧林匹克運動會的比賽項目劍擊也有不少使用左手的參賽者。1980年舉行的一屆奧林匹克運動會中，4名劍擊比賽金牌得主即有其中3位是左撇子。
一些現代的著名藝人也是左利手。卓别林在他主演的一部電影裏曾用左手奏小提琴。其他如葛麗泰·嘉寶、瑪莉蓮·夢露、保羅·麥卡尼，以及知名吉他演奏者吉米·罕醉克斯也都是左撇子。
在藝術世界裏有以左手完成藝術作品的達文西。雖然仍然可能有人會質疑達文西是否天生便是個左撇子，但有充分證據表明他以左手寫字和繪畫。與此同時也會靈活運用右手辦事，以此顯示他的右手同樣靈光（雙撇子）。
政界中傑出領袖亦有以左手者著名，美國曾有一由雷根至奧巴馬的五位總統用手習慣調查（Handedness of Presidents of the United States），發現慣用左手者更能作出大膽甚至激進政治決策，四位包括：雷根（左右手兼用）、喬治·H·W·布希、比爾·柯林頓及奧巴馬。

## 外部連結
- 左撇子世界
- 左利手的優勢（页面存档备份，存于），每日科學，2006年4月14日
- 左利手的年長者回憶1920年代在紐約公眾學校受到的不平等對待（页面存档备份，存于），聲音幻燈片
- 著名的左利手人物（页面存档备份，存于）